# Seshat
Seshat, (celle qui écrit ; litt. celle qui est un scribe) était, à l'origine de l'Égypte antique, la déification du concept de sagesse. Elle devint par la suite la déesse de l'écriture, de l'astronomie/astrologie, de l'architecture et des mathématiques. À ce titre, elle était à la fois la protectrice des bibliothèques, des scribes, des écoliers, des architectes et la gardienne des archives royales. Quand Thot devint dieu de la sagesse, Seshat fut considérée comme sa compagne et assistante mais parfois aussi comme la fille qu'il aurait eue avec la déesse Nehemetaouay. 

## Mythes

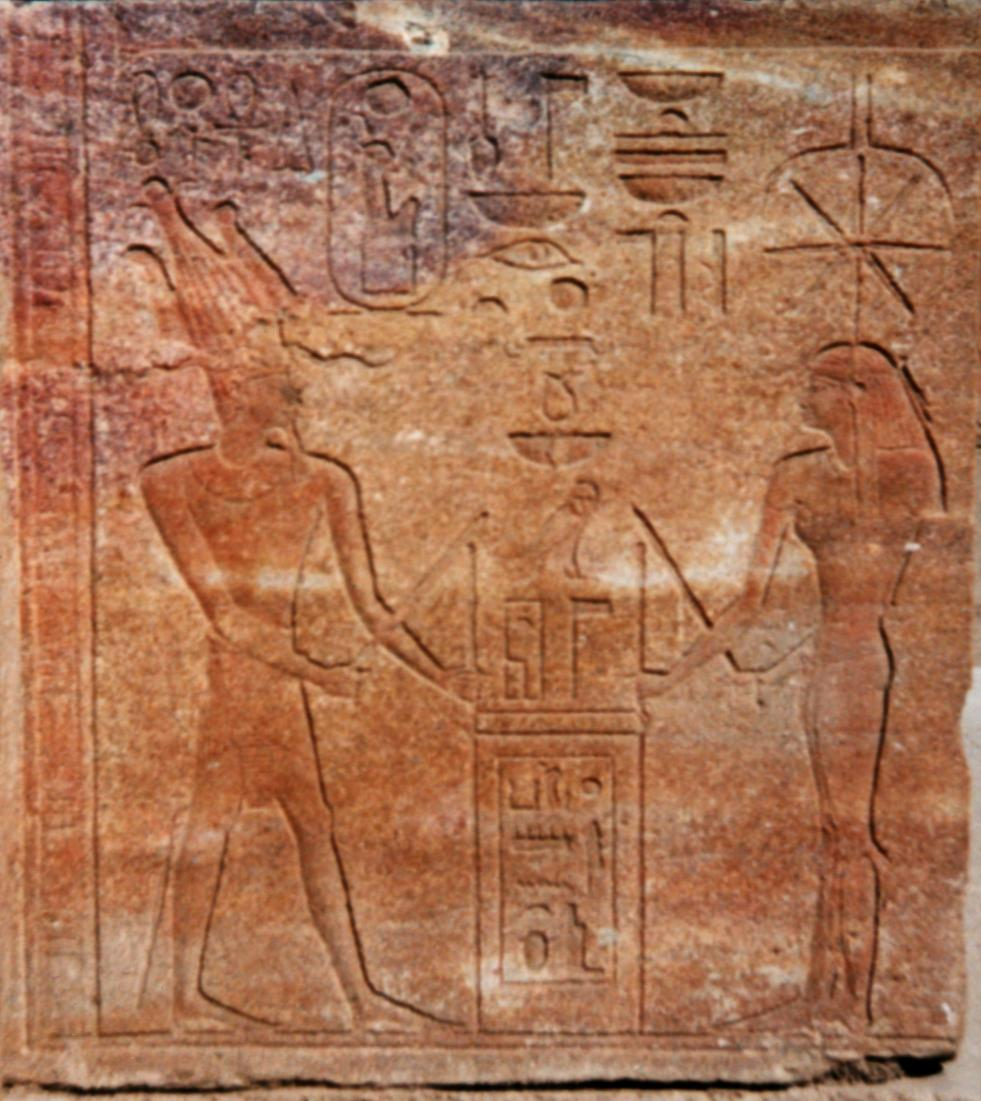
Représentation d'Hatchepsout et de Seshat fondant un temple

Le culte de Seshat est attesté depuis la Ire dynastie. La déesse Seshat déterminait la justesse des plans et des tracés architecturaux lors de la construction d'édifices sacrés et présidait à la cérémonie Pedj-Shes, « tirer la corde ». Au cours de ce rituel, Seshat, grâce à ses connaissances en mathématiques et en astronomie, assistait le pharaon pour délimiter, au moyen d'une corde, le tracé exact des futurs bâtiments, et ce en conformité avec les préceptes religieux (emplacement des planètes par rapport au futur édifice, par exemple).
Elle est en outre gardienne des annales et des archives royales où elle fixait les événements royaux, tels que les discours du roi lors de son couronnement. La déesse exerçait donc directement ses fonctions auprès de la royauté égyptienne.
À partir de l'Ancien Empire, Seshat devint en outre comptable dans la mythologie égyptienne et consignait par exemple le nombre des prisonniers et les butins de guerre. 
Pendant le Nouvel Empire, différentes scènes dans des temples la représentent gravant, sous forme d'entailles dans des bâtons de palmier, les années de règne ou les jubilés d'un roi sur l’arbre ished. Le Nouvel Empire voit aussi l'apparition de la déesse Seshfet-Abouy qui a la même représentation et les mêmes attributs que Seshat. C'est pourquoi les égyptologues la considèrent comme un simple avatar de Seshat.

## Représentation
Seshat est représentée comme une femme, souvent vêtue d'une peau de panthère, portée par les prêtres funéraires parce que les motifs de cette peau symbolisent les étoiles, associées à l'éternité et à la lune.
La déesse porte, au-dessus d'un bandeau frontal, une rosette à sept pétales ou une étoile à sept branches. Son interprétation varie : en plus d'une représentation géométrique et astronomique, on peut y voir un palmier ou un papyrus stylisé (symbolisant l'écriture puisque les Égyptiens écrivaient sur un matériau dérivé du papyrus).
Après son association à Thot, qui était à l'origine un dieu lunaire, cette étoile à sept branches sera surmontée d'un croissant lunaire (arc renversé) dont la représentation dégénérera au fil du temps jusqu'à reproduire deux cornes formant un croissant entre elles. Quand le symbole prit définitivement la forme de cornes, la déesse était parfois appelée Seshfet-Abouy, (celle qui) porte les deux cornes.
Ce symbole surmonté de l'arc renversé est également employé dans le hiéroglyphe désignant Seshat. 
Habituellement, la déesse est représentée tenant un bâton de palmier entaillé pour marquer le passage du temps et des événements et le temps alloué au pharaon par les dieux pour son séjour terrestre. Comme elle était la protectrice des projets de construction, elle pouvait également tenir un maillet et un piquet pour la cérémonie de « l'allongement de la corde », étape cruciale du rituel de fondation d'un temple.
Sur les parois du temple d'Abou Simbel, on la voit avec un calame dans une main et le godet à encre dans l'autre.

## Culte
Dans la mythologie égyptienne, Seshat occupe un rôle de second plan en dehors de celui de déesse de l'écriture et des projets d'architecture. Aucun temple ne lui était consacré mais elle était toujours la patronne de la construction des édifices sacrés et elle est représentée dans plusieurs temples comme Abydos, Edfou, Dendérah et Karnak. Il semble qu'elle ait eu un clergé, originaire du delta à Saïs. Sa vénération a été démontrée à Memphis et à Hermopolis, la cité du dieu Thot, avec lequel Seshat a été souvent vénérée.